# Xã Bethel, Quận Clay, South Dakota
Xã Bethel (tiếng Anh: Bethel Township) là một xã thuộc quận Clay, tiểu bang Nam Dakota, Hoa Kỳ. Năm 2010, dân số của xã này là 176 người.